# Pâtisserie Le Fidèle Berger
La Pâtisserie « Le Fidèle Berger » est l'enseigne historique d'une pâtisserie-salon de thé située en France sur la commune de Chambéry, dans le département de la Savoie en région Auvergne-Rhône-Alpes.
Les locaux de l'établissement et leurs décorations font l'objet d'une inscription au titre des monuments historiques depuis le 3 mai 2004.

## Historique
L'édifice a été construit de 1824 à 1830 par l'architecte Trively, et le salon de thé s'est ouvert en 1832. La devanture actuelle date de 1930. Elle est composée de six vitrines encadrées par des colonnettes engagées, surmontée d'une frise de motifs floraux.